# Guillem Barbosa Pérez
Guillem Barbosa Pérez (Badalona, 30 de noviembre de 1994) es un actor español conocido principalmente por interpretar el papel de Lucas Ribó en la serie de televisión La Ruta, de Atresplayer.

## Biografía
Guillem Barbosa, fundador del laboratorio de teatro Els Malnascuts de la Sala Beckett, debutó en el teatro con 14 años en la Sala Muntaner. Más adelante, estudió en la Escuela Superior de Arte Dramático de Barcelona, al tiempo que trabajaba como marionetista y titiritero.
Ha trabajado en obras como El chico de la última fila — que le valió el Premio a Mejor Actor Revelación en los Premios de la Crítica—, escrita por Juan Mayorga y dirigida por Andrés Lima; Com menja un caníbal, escrita por Isis Martín i Aleix Fauró; o Wohnwagen —de la compañía VVAA creada por varios artistas, entre ellos Guillem — escrita por Remi Pardère.
En el ámbito cinematográfico, ha formado parte del cortometraje Plein Air, dirigido por Raúl Herrera y de la película Yo la busco —nominada a Mejor Película en los Premios Gaudí 2018—, dirigida por Sara Gutiérrez Galve.
En televisión ha protagonizado La Ruta, de Atresplayer, y participado en distintas series para TV3, como Kubala Moreno i Manchón, o Codi 60.

## Filmografía

### Series de televisión
| Año             | Título                  | Cadena              | Personaje  | Episodios   |
| --------------- | ----------------------- | ------------------- | ---------- | ----------- |
| 2011            | Codi 60                 | TV3                 | Gabriel    | TV Movie    |
| 2012            | Kubala Moreno i Manchón | TV3                 |            | 1 episodio  |
| 2022 - presente | La ruta                 | Atresplayer Premium | Lucas Ribó | 4 episodios |

### Cine
| Año  | Título original | Director             | Personaje |
| ---- | --------------- | -------------------- | --------- |
| 2018 | Yo la busco     | Sara Gutiérrez Galve | Sergi     |

### Cortometrajes
- Monocigótico (2015), como Francisco.
- Lucky Strike (2020), como Lucas
- Detox (2020).
- Alopècia androgènica (2021).
- Plen Air (2022).

## Distinciones
- Mejor Actor Revelación en los Premios de la Crítica[1]